# Разлука (альбом)
«Разлука» — третий студийный альбом рок-группы Nautilus Pompilius, признаётся одной из лучших работ этой группы. Запись произведена в августе 1986 года. Альбом принёс всесоюзную славу коллективу, а песни «Шар цвета хаки», «Скованные одной цепью», «Ален Делон», «Казанова» и «Эта музыка будет вечной» стали всенародными хитами.
Информация об этом альбоме включена в книгу Александра Кушнира «100 магнитоальбомов советского рока».

## История создания
После записи и распространения «Невидимки» «Наутилус» начал работать над новой программой, названной «360 градусов обстрела». Для этой сессии были отрепетированы часть будущих композиций «Разлуки» и несколько других песен. Альбом «360 градусов обстрела» хоть и был записан, но распространения не получил, так как участникам не понравилась работа над альбомом. В результате чего часть песен была перезаписана для альбома «Разлука». Представление о забракованном альбоме «Наутилуса» дают только три песни — «Взгляд с экрана», включённая в саундтрек к фильму «Раньше было другое время», «360 градусов обстрела» и «Я горю как порох», которые так и остались внеальбомными композициями.
Запись альбома производилась в подвале архитектурного института, в котором на тот момент обучались участники группы.

Альбом Разлука делался совершенно разгильдяйским образом, в достойной и лёгкой форме. Было весело, потому что отсутствовал какой-либо намёк на рок-индустрию. Со стороны это напоминало кружок по интересам, как нечто, сопутствующее общению. Как товарищеский чай в секции «Умелые руки».— Алексей Могилевский
Тексты почти всех песен были написаны Ильёй Кормильцевым:

Илья писал нам по три тома материала и бился насмерть за каждую страницу. Из этого богатства можно было выбрать три-четыре текста, и то с последующими доработками. После того как закончилась рефлексия у Бутусова, началась рефлексия у Кормильцева, который считал, что мы всё делаем не так. Он приходил в подвал и начинал разбивать ногами стулья… Успокоить его было очень сложно. Звукорежиссёр Андрей Макаров бледнел прямо на глазах, поскольку нёс за стулья материальную ответственность.— Дмитрий Умецкий
Помимо написания стихов Кормильцев принимал участие непосредственно в процессе записи, причём между ним и Бутусовым часто возникали конфликты из-за того, что вокалист отказывался петь некоторые из сочинённых поэтом строк. Например, в «Скованных одной цепью» первоначальная строка «за красным восходом коричневый закат» была заменена музыкантами на «за красным восходом розовый закат». Во «Взгляде с экрана» Бутусов не хотел петь словосочетание «тройной одеколон», в «Рвать ткань» — «дети приводят б…й». На этой почве Кормильцев часто устраивал скандалы, упрямо отстаивал каждое слово своих текстов. «Илья в тот момент вообще в таком состоянии находился, так сказать, в очень взбудораженном, — вспоминал Бутусов. — Всё, что происходило в студии, его либо устраивало, либо не устраивало. То есть вот так — очень категорично».
В августе 1986 года запись была завершена:

То, что в подвале архитектурного института получается нечто эпохальное, мы поняли лишь в конце записи, когда сели прослушивать альбом. Откровенно говоря, до Разлуки никто к «Наутилусу» серьёзно не относился и почти никто в них не верил. Многие мыслили тогда более глобальными категориями, включая меня самого.— Илья Кормильцев
В течение года альбом «Разлука» распространялся в двух вариантах — в Москве, Ленинграде и других крупных городах он распространялся в полном объёме, в Свердловске и области широкое хождение имел урезанный вариант — без песен «Хлоп-хлоп» и «Скованные одной цепью». Причина распространения альбома была простой — эти две композиции некоторое время не были «залитованы».
По воспоминанием Бутусова о «Казанове»: «песня написана в студии непосредственно перед записью. Из готового материала у него был только проигрыш и мотив припева. В ходе репетиций музыка была доработана, а Кормильцев написал подходящий текст».

## Популярность альбома
Именно этот альбом принёс группе «Наутилус Помпилиус» всесоюзную известность. Изданные на нём песни были «на слуху» даже у многих людей, довольно индифферентно относящихся к рок-музыке.
Наряду с песнями о любви и «городском одиночестве» («Разлука», «Эта музыка будет вечной», «Казанова»), в альбоме есть песни, затрагивающие социальные проблемы жизни советских людей времён перестройки («Взгляд с экрана», «Хлоп-хлоп», «Наша семья»), антивоенный, антимилитаристский памфлет «Шар цвета хаки» и, наконец, сильный, всеобъемлющий политический памфлет «Скованные одной цепью», который журналом Time Out помещён в список «100 песен, изменивших нашу жизнь». Последняя песня содержит жёсткую критику многих реалий советского строя, всей жизни в СССР.
Музыканты не рассчитывали на популярность «Казановы». В то время ставка делалась на остросоциальные песни. Однако, композиция выстрелила и стала одной из визитных карточек коллектива. В-последствии кавер-версии на песню записали группа «СерьГа» для концертного альбома «10-Питер» второй группы Бутусова «Ю-Питер», а также Земфира. По мнению ряда исследователей творчества группы, автор текста Кормильцев использовал женские образы для харакетиристики личности самого героя. Так, например, в песне появляется образ «города женщин, ищущих старость». Монолог героя, современного Казановы, обращён к одной женщине, на взаимность которой он рассчитывает. Однако она предстаёт равнодушной и холодной.
Смысл песни «Шар цвета хаки» заключается в критике армии и любого проявления насилия (пацифизм). Бутусов не раз говорил, что ему не по душе военная служба, а свои военные сборы он не считает самым лучшим времяпрепровождением в жизни. И прежде всего — потому что пришлось стричься наголо. Группа «Чёрный Обелиск» в альбоме 2015 года «Революция» записали кавер-версию данной песни.
Как сказал в интервью Дмитрий Умецкий,

Мы «застраивали» альбом «Разлука», руководствуясь примерно одними и теми же принципами: чтобы было удобно всем. Каждый человек, вне зависимости от его социального положения и степени развития интеллекта, должен был найти в «Разлуке» песни для себя и про себя.— Время Z — журнал для интеллектуальной элиты общества

На открытии очередного сезона свердловского рок-клуба… «Наутилус» впервые выступил в жёстком имидже — врангелевская унтер-офицерская форма, ордена, боевой макияж и галифе. После того, как весёлая в недалёком прошлом студенческая команда агрессивно исполнила акапелла песню «Разлука», над залом зависла жуть и наступило неподдающееся описанию оцепенение. Возможно, именно с этой минуты и началось всесоюзное восхождение группы «Наутилус Помпилиус».— А. Кушнир «100 Магнитоальбомов советского рока»

### Песня «Эта музыка будет вечной»

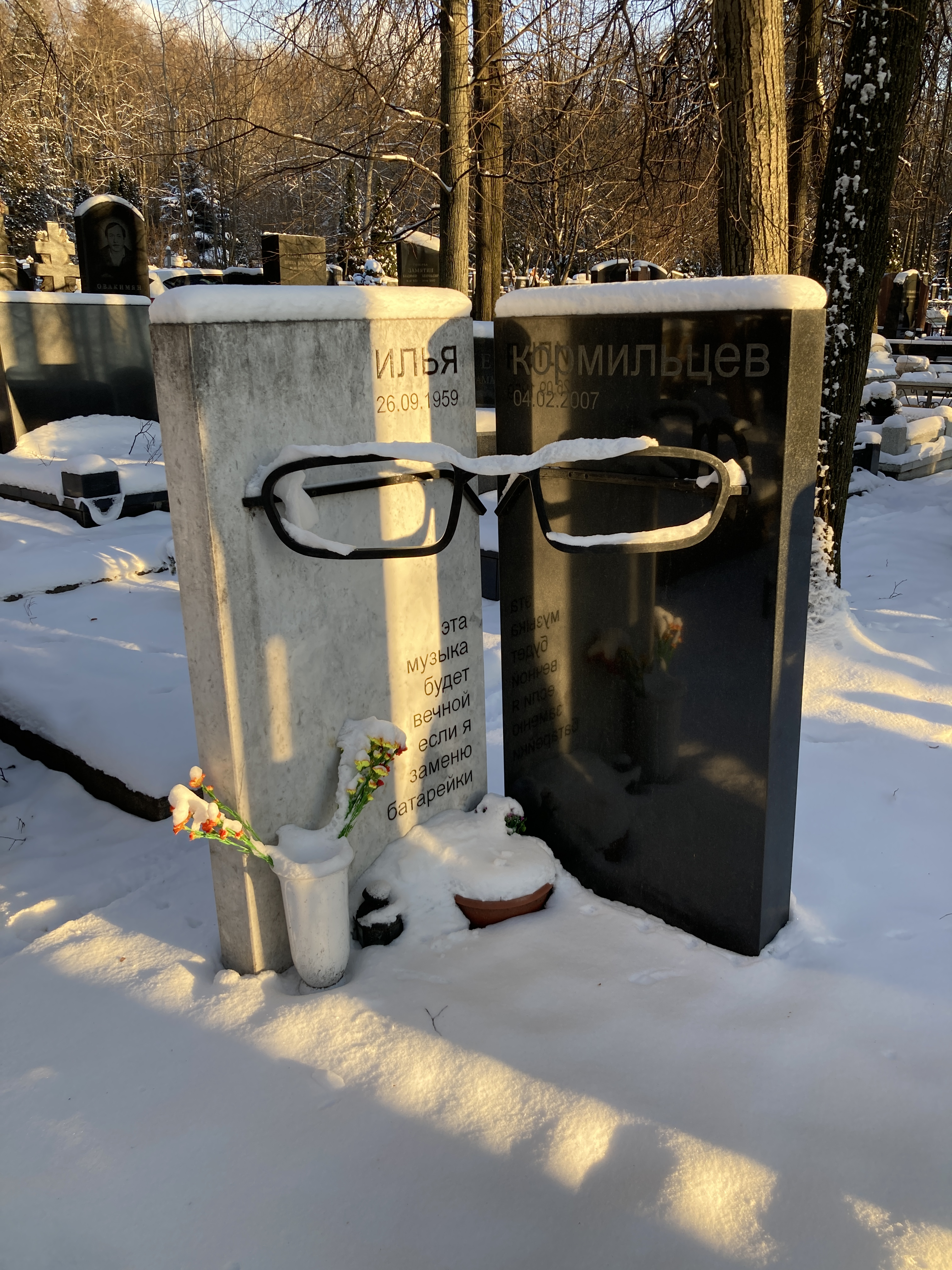
Могила Ильи Кормильцева на Троекуровском кладбище

Песня «Эта музыка будет вечной» стала одним из наиболее популярных хитов группы. Песня вошла в концертные записи Ни Кому Ни Кабельность и Титаник Live, на втором издана под названием «Радиола».
Некролог на смерть Ильи Кормильцева, автора текста песни, в интернет-издании Газета.ru был озаглавлен «Эта музыка стала вечной». Эпитафия на могиле Ильи Кормильцева на Троекуровском кладбище состоит из слов песни: «Эта музыка будет вечной, если я заменю батарейки».
В 2017 году песня была перезаписана на сольном сборнике Бутусова из песен Наутилуса «Гудбай, Америка!».
Вячеслав Бутусов вспоминал: 

У нас она называлась «Батарейки»… Не помню, она себя никак не проявила, до того момента, пока не начали играть её на концертах. Она такая утяжеленная получилась, агрессивная. Мы на ней настраивались. А при записи я её вообще не воспринял.

## Список композиций
Авторы всех песен — Вячеслав Бутусов (музыка) и Илья Кормильцев (тексты), кроме указанных особо
| №   | Название                                                | Длительность |
| --- | ------------------------------------------------------- | ------------ |
| 1.  | «Эпиграф» (русская народная песня «Разлука»)            | 2:17         |
| 2.  | «Эта музыка будет вечной»                               | 4:38         |
| 3.  | «Казанова» (музыка — Бутусов, Могилевский)              | 4:20         |
| 4.  | «Праздник общей беды» (слова — Бутусов)                 | 2:46         |
| 5.  | «Взгляд с экрана»                                       | 4:31         |
| 6.  | «Хлоп-хлоп» (слова — Бутусов)                           | 4:04         |
| 7.  | «Шар цвета хаки» (слова — Бутусов)                      | 2:57         |
| 8.  | «Наша семья»                                            | 3:18         |
| 9.  | «Рвать ткань»                                           | 3:25         |
| 10. | «Всего лишь быть»                                       | 4:41         |
| 11. | «Скованные одной цепью» (музыка — Бутусов, Могилевский) | 3:51         |

## Участники записи
- Вячеслав Бутусов — вокал, гитара , музыка, тексты  песен,  "Праздник общей беды", "Шар цвета хаки" и "хлоп хлоп"
- Дмитрий Умецкий — бас-гитара, бэк-вокал
- Виктор Комаров — клавишные, бэк-вокал, драм-машина
- Алексей Могилевский — саксофон, клавишные, бэк- вокал, соавтор музыки и аранжировок
- Илья Кормильцев - тексты песен, кроме "Праздник общей беды", "Шар цвета хаки" и "хлоп хлоп"
- Андрей Макаров — звук, бэк-вокал в песнях "Эпиграф" и "Шар цвета хаки"
- Ильдар  Зиганшин  - дизайн обложки оригинального магнитоальбома, бэк-вокал  в песне  "Шар цвета хаки"

## Издания
В 2023 году в серии "Авторизованная коллекция Nautilus Pompilius" "Первое музыкальное издательство" выпустило виниловую пластинку (LP) и двойной компакт-диск (2CD, кат номер В623/624) «Разлука». Для издания использовались оригинальные мастер-ленты, отреставрировано исходное оформление альбома и добавлен буклет-вкладыш с аннотацией и текстами песен. 
CD1. Оригинальный альбом "Разлука" 
CD2. ЛДМ 1987 (Концерт-диспут «Вокруг рока» в Ленинградском дворце молодёжи 5 апреля 1987)

## Критика и приём
После выхода альбом был раскритикован свердловской рок-прессой, назван неудачной попыткой группы, также «Разлуку» сравнили с творчеством группы «ДДТ». Александр Житинский, известный под псевдонимом «Рок-дилетант», положительно отнёсся к альбому: когда он впервые услышал песню «Взгляд с экрана», то завизжал от восторга и стал звонить своему другу Сергею Фирсову. Фирсов, отвечая на вопрос Житинского, сказал, что это играет группа Nautilus Pompilius. «Отлично аранжированное звучание группы от „бедных“, скупых звучаний ленинградской школы рок-музыки. Для адептов ленинградского рока не было более страшного обвинения, чем обвинение в „попсе“. Однако, вникнув в тексты, все в конце концов признали за „Наутилусом“ принадлежность к року».
Людмила Ребрина в рецензии для журнала Fuzz (№ 11/2004) отметила: «в своё время каждый новый альбом Наутилуса равняли по "Разлуке"».
31 декабря 1999 года «Наше радио» огласило список «100 лучших песен русского рока в XX веке» на основе выбора радиослушателей. Альбом «Разлука» представлен в нём тремя песнями: «Взгляд с экрана» (46-е место), «Шар цвета хаки» (73-е место) и «Скованные одной цепью» (94-е место).
А в 2014 году был составлен список «500 лучших песен „Нашего радио“» также на основе выбора радиослушателей. Песня «Скованные одной цепью» (87-е место) вошла в список.